# マラチ
マラチ（カタルーニャ語: Marratxí, スペイン語: Marrachí）は、スペイン・バレアレス諸島州のムニシピ。マヨルカ島南西部のパルマ・デ・マヨルカ都市圏に位置する。公式名はカタルーニャ語名のMarratxí。

## 地理

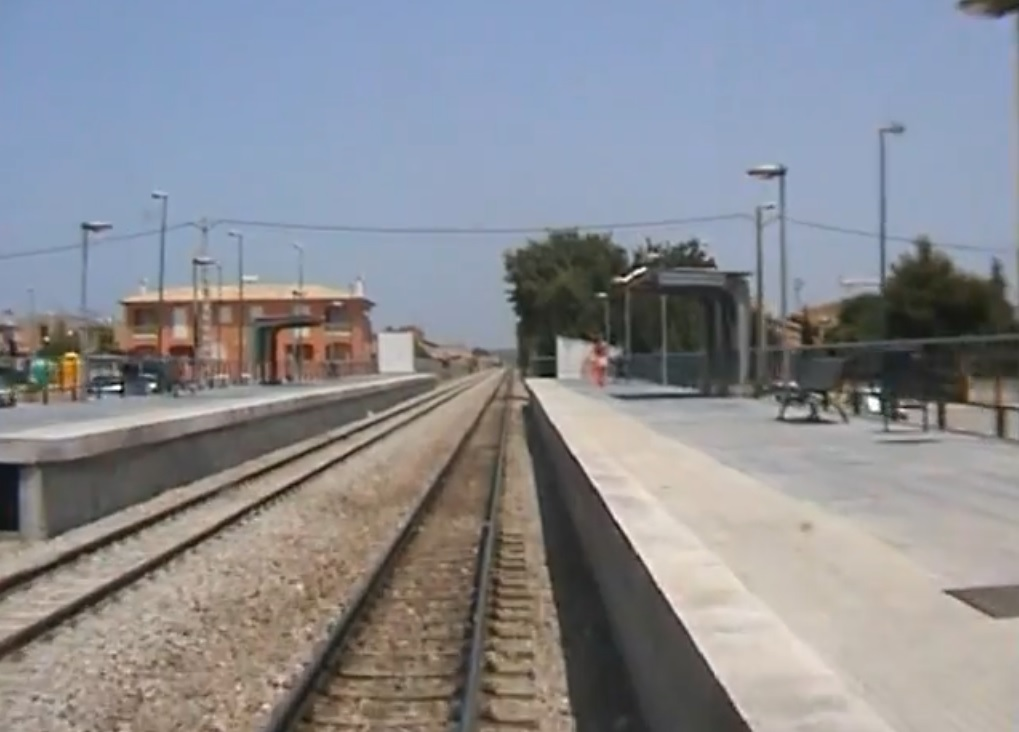
ポント・ディンカ駅

面積は54.18km2であり、2015年の人口は35,726人。1932年11月9日にムニシピオ（基礎自治体）となった。自治体域の西部にはパルマ・デ・マヨルカとインカを結ぶマヨルカ鉄道の本線が走っており、自治体内にはマラチ駅やポリゴン・デ・マラチ駅などがある。
マラチには中心市街地が存在しない。ソン・ボネー飛行場に近いポント・ディンカ地区(16,518人)やプラ・ダ・ナ・テサ地区(3,304人)、丘陵地帯にあるポルトゥル地区(2,640人)やサ・カバネタ地区(5,748人)の各地区が集まって自治体を構成している。自治体議会の建物はサ・カバネタ地区にある。
経済は農業が卓越しているが、伝統的な冬季産業やポント・ディンカにある大型ショッピングセンターが大きな雇用者数を有している。古くからの集落の周りに新たな住宅地が建設され、またパルマ・デ・マヨルカへの道路と鉄道でのアクセスが良好なため、1990年代中頃以降は人口が急増している。コトネル時代に建設されたマラチ教会は18世紀初頭に遡る。
| マラチの人口推移 1997－2014                             |
|                                                         |
| 出典:INE（スペイン国立統計局）1900年 - 1991年、1996年 - |

## ソン・ボネー飛行場

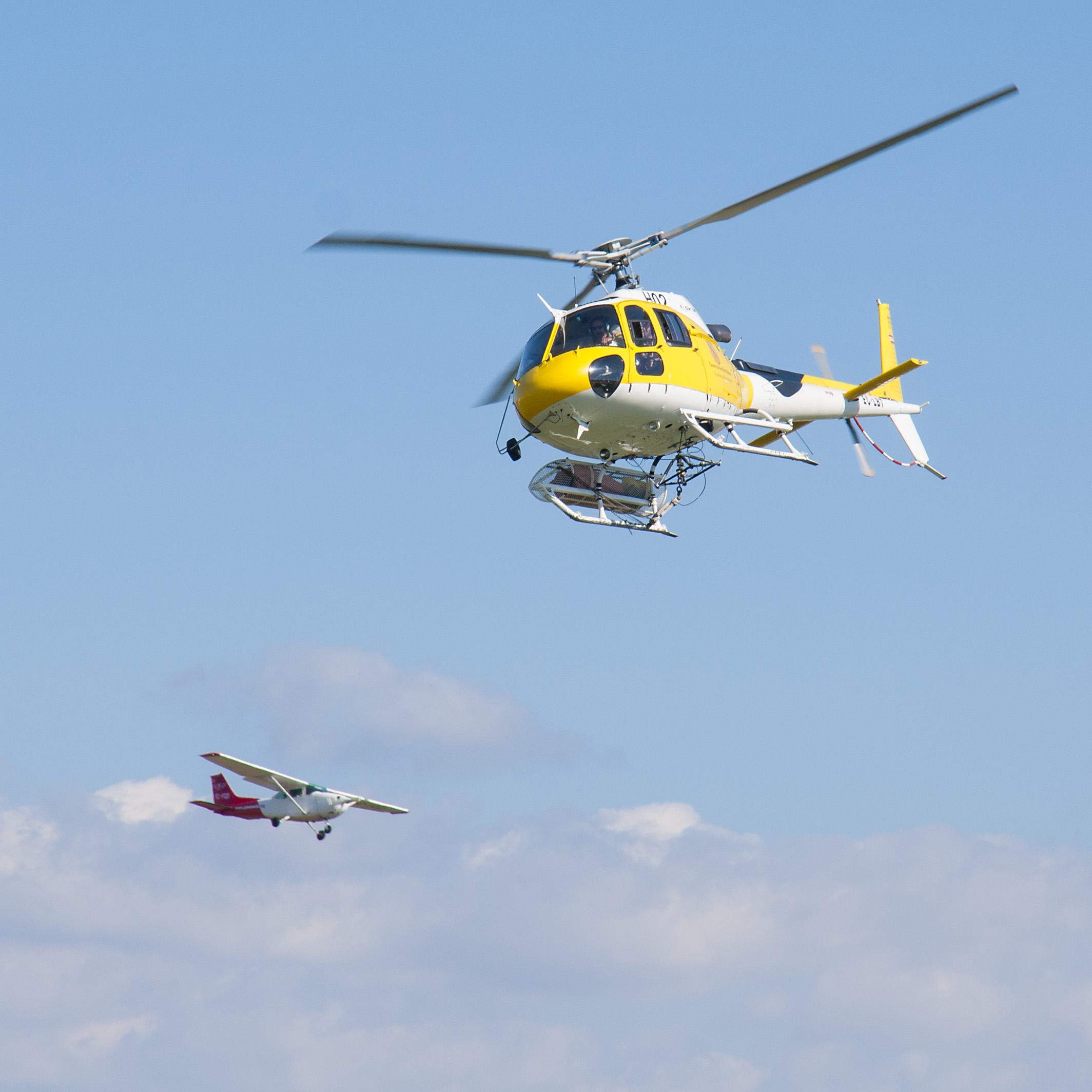
小型機が集まるソン・ボネー飛行場

マラチにはマヨルカ島初の民間空港であるソン・ボネー飛行場がある。この飛行場は1920年代に建設され、1927年に初の商業運航が行われると、1935年には航空学校が開校した。1930年代後半のスペイン内戦中には民間・軍事共用の空港となり、イタリア空軍はイベリア半島本土を空襲する爆撃機の拠点の一つとして使用した。
1946年には税関空港としての機能が追加され、7月には国内便と国際便が就航した。その後には空港の発着回数が増加し、設備の近代化や改善がなされた。しかし、ソン・ボネー空港はより大型の航空機の就航や滑走路の拡張ができなかったため、1959年7月にはマヨルカ島の主要空港の座がパルマ・デ・マヨルカ空港に移った。今日では主にゼネラル・アビエーションやレジャー飛行などに使用されており、年間75,000回の発着回数を持つ。

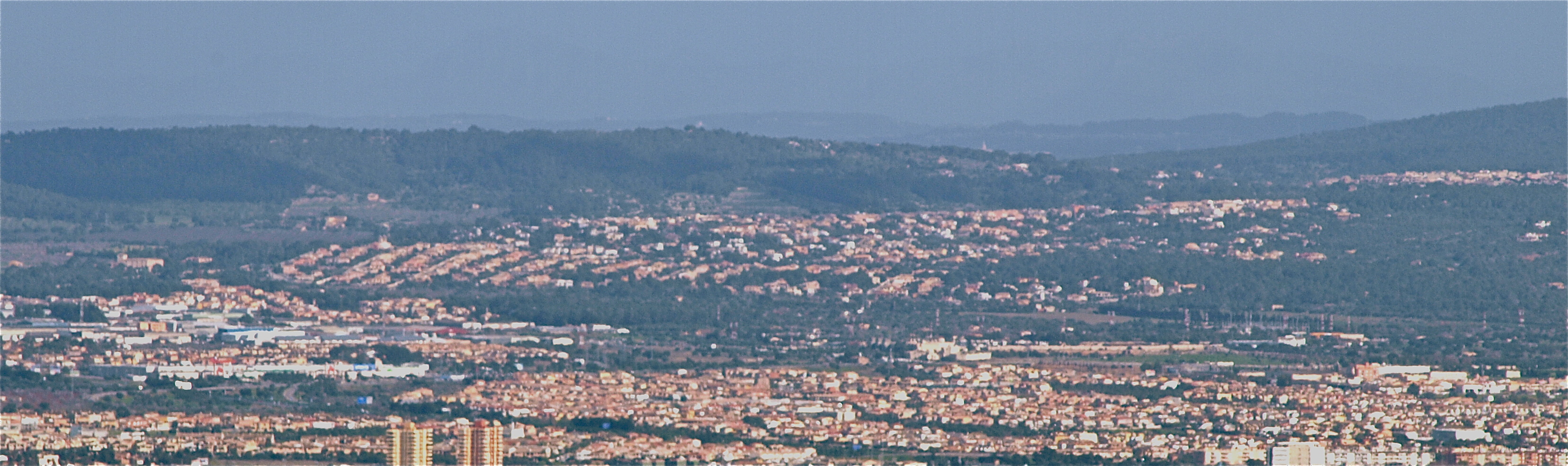
手前の住宅密集地はパルマ・デ・マヨルカ市街地。左奥がマラチの中心部であり、画面中央の丘陵部分も自治体域である。

## 行政
| 任期      | 首長名                                                         | 政党                           |
| --------- | -------------------------------------------------------------- | ------------------------------ |
| 1979–1983 | Guillem Vidal                                                  | マヨルカ連合                   |
| 1983–1987 | Guillem Vidal                                                  | マヨルカ連合                   |
| 1987–1991 | Guillem Vidal                                                  | マヨルカ連合                   |
| 1991–1995 | Miquel Bestard(91-93) Martí Serra(93-95)                       | 無所属者連合 PSOE              |
| 1995–1999 | Martí Serra(95-97) Miquel Bestard(97-99)                       | PSOE 無所属者連合              |
| 1999–2003 | Miquel Bestard(99-01) Miquel Coll(01-02) Miquel Bestard(02-03) | 無所属者連合 PSOE 無所属者連合 |
| 2003–2007 | Miquel Bestard(03-05) José Ramón Bauzá(05-07)                  | 無所属者連合 PP                |
| 2007–2011 | José Ramón Bauzá                                               | PP                             |
| 2011–2015 | Bartomeu Oliver                                                | PP                             |
| 2015–2019 |                                                                |                                |
| 2019–2023 | n/d                                                            | n/d                            |
| 2023–     | n/d                                                            | n/d                            |